# Курпиньский, Кароль
Кароль Казимеж Курпи́ньский (Ка́роль Курпи́ньский, пол. Karol Kazimierz Kurpiński; 6 марта 1785, село Влошаковице — 18 сентября 1857, Варшава) — польский композитор.

## Биография
Кароль Казимеж Курпиньский родился 6 марта 1785 года в селе Влошаковице.
Написал оперы в национальном духе (всего — 26), пользовавшиеся большим успехом, мелодрамы, балеты, церковные инструментальные и фортепьянные произведения. Курпиньский считался подражателем Моцарта. Автор мелодии революционной песни «Варшавянка» (1831).
Написал также несколько теоретических сочинений, перевёл с французского на польский курс композиции Антонина Рейхи.
Был женат на актрисе и певице Зофье Бжовской (1800—1879), её младший брат Юзеф Бжовский получил под руководством Курпиньского начальное музыкальное образование.

## Основные произведения

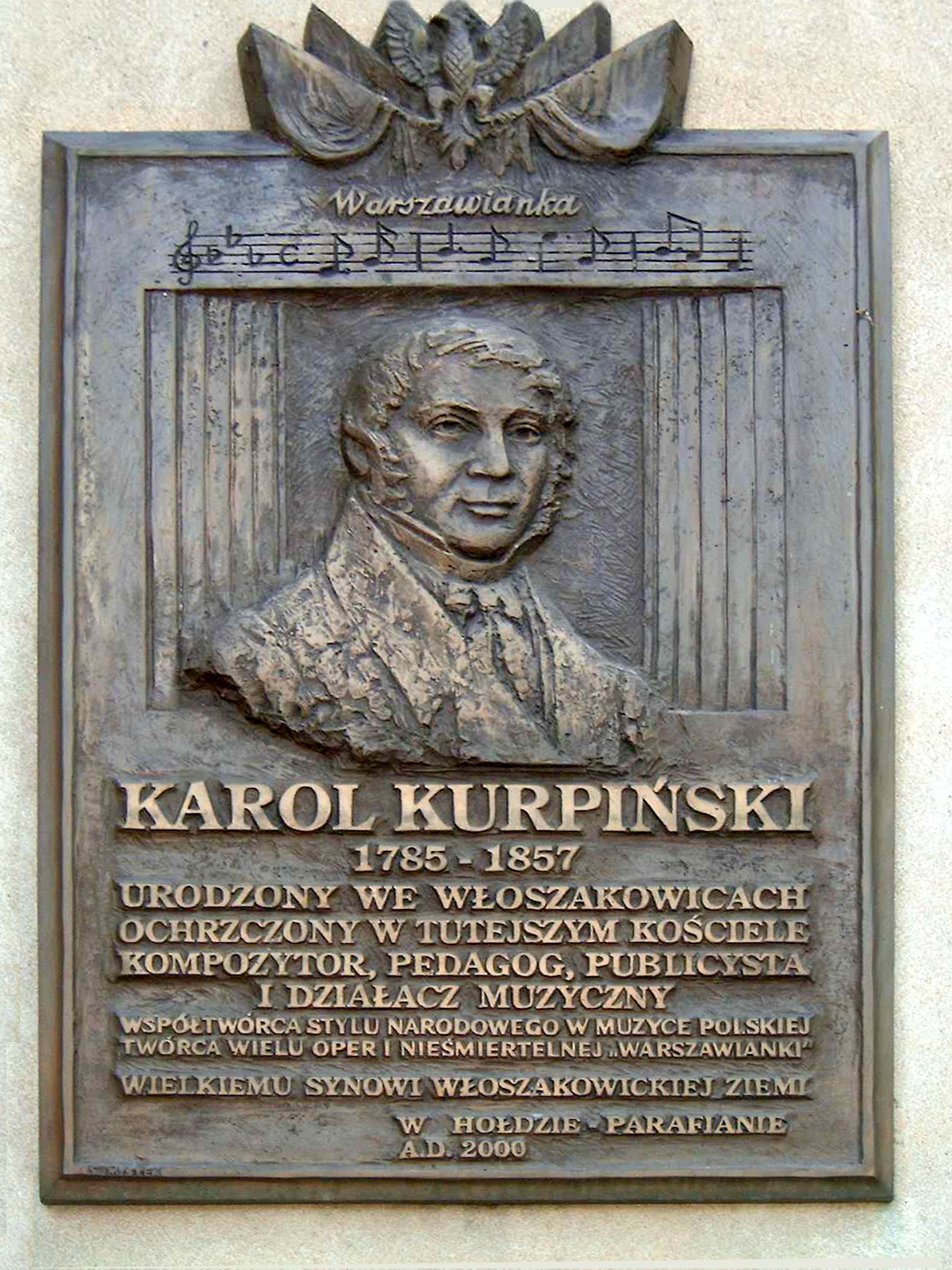
Памятная таблица в костёле во Влошаковице

### Оперы
- «Ядвига, королева Польши» (1814)
- «Шарлатан» (1814); была поставлена в 1827 году в Петербурге, шла под названием «Чудесный маг, или Покойник в лицах»
- «Новые краковяки» (1816)
- «Замок на Чорштыне» (1819)

### Произведения для симфонического оркестра
- «Битва под Можайском» — сочинение для оркестра (1812)
- «Музыка на смерть Тадеуша Костюшки» — увертюра
- Симфония
- Концерт для кларнета с оркестром

### Книги
- «Основы гармонии»
- «Систематические лекции об основах музыки»

### Записи
- Zamek na Czorsztynie (Замок на Чорштыне). Дир. Михал Неджялек, Александра Орловска-Яблоньска (Ванда), Хуберт Столарски (Бойомир), Ядвига Небельска (Луцья), Томаш Рафф (Никита), Витольд Жолондкевич (Доброслав). Польский оркестр Simfonia Iuventus. 2013.